# 何成湘
何成湘（1900年—1967年），又名何忠汉，男，四川珙县人，中华人民共和国政治人物，曾任国务院宗教事务局局长，甘肃省人民委员会副省长。